# Hydriena ussuriensis
Hydriena ussuriensis är en insektsart som beskrevs av Lethierry 1878. Hydriena ussuriensis ingår i släktet Hydriena och familjen Dictyopharidae. Inga underarter finns listade i Catalogue of Life.